# Маэстрасго
Маэстрасго (испанский: [maesˈtɾaðɣo] или валенсийский: [maesˈtɾat]) — природный и исторический горный регион, расположенный в восточной части Иберийской горной системы, в Испании. Он охватывает север Валенсии, в провинции Кастельон и частично на востоке арагонской провинции Теруэль. Данный район гористый, малонаселённый, с богатой флорой и фауной. После отвоевания в XII веке данного региона христианами у мавров он находился под властью военных орденов. Маэстрасго также сыграл значительную роль в карлистских войнах XIX-го века и Гражданской войне в Испании. После многих лет упадка область переживает некоторое оживление, чему способствует финансирование со стороны Европейского Союза и развитие туризма.

## История

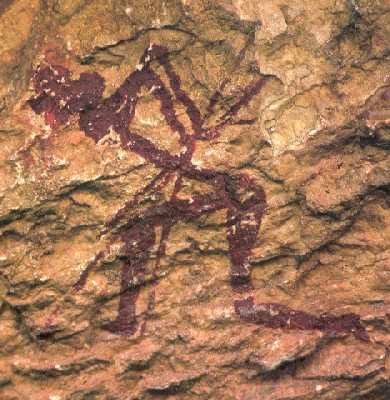
Наскальная живопись в ущелье Ла Вальторта.

Самые ранние следы человека, найденные в данном районе, относятся к эпохе плейстоцена, 25 000 лет назад. Наскальные рисунки были обнаружены во многих пещерах. Они были признаны ЮНЕСКО частью Всемирного наследия как наскальное искусство Средиземноморского бассейна на Пиренейском полуострове.
На данной территории проживали илеркаоны, племя иберов, римляне и мавры, но район был обособлен после окончания реконкисты, когда регион был занят военными орденами. Местные предания утверждают, что группа катаров во главе с перфектом Гийомом Белибастом бежала из Каркасона и укрылась в Маэстрасго, где прожила около десяти лет в небольшой общине близ Мореллы, прежде чем была предана шпионом инквизиции. Белибаст был доставлен в Каркасон и там сожжен на костре.
Название Маэстрасго происходит от слова maestre (в переводе — мастер), так как эти территории исторически находились под юрисдикцией Великих Магистров военных орденов тамплиеров, Мальтийского ордена и Ордена Монтесы. В 1838 году, во время карлистских войн, по приказу Рамона Кабрера был создан военный округ Ла-Командансия генерал-дель-Маэстрасго (la Comandancia General del Maestrazgo). Во время Гражданской войны в Испании этот район активно боролся, особенно после падения Теруэля. Республиканские партизаны Agrupación guerrillera de Levante y Aragón продержались в горах Маэстрасго до 1950-х годов.

## География
В регион Маэстраго включены горы: Serra de la Creu, Serra d’En Segures, Talaies d’Alcalà, Serra de la Vall d'Àngel, Serra d’en Galceran, Serra d’Esparreguera, Serra de Sant Pere, Serra de Vallivana, Serra d’En Celler, Tossal de la Barbuda, Montegordo, the Cervera Mountains, Serra del Turmell, Serra de l’Espadella, Moles de Xert и горы Benifassà, которые образуют средиземноморский край Иберийской горной системы. Наивысшая точка −1,831 метра (6,007 футов) гора Пеньяголоса, расположенная в южной части региона. У подножия этой горы находится важное место паломничества Сан-Хуан-де-Пеньяголоса.
На территории провинции Кастельон Маэстраго делится на Альт-Маэстрат (Alt Maestrat) и Байи-Маэстрат (Baix Maestrat). Историческая территория не обязательно совпадает с этими границами, в том числе и в части Алькатен и Плана-Альта. В Арагоне, провинция Теруэль есть комарка, которая с 1999 года официально называется Маэстраго, но исторически территории в других районах также были частью Маэстрасго. Для кооперативных целей регион сформировал Mancomunidad, свободную ассоциацию пятидесяти пяти муниципалитетов.
К крупным населённым пунктам района относятся Вильяфранка, Кантавьеха, Морелла и Альканьис.
Для охраны региональной культуры и природы был создан Парк культуры Маэстрасго, который находится на высоте от 480 метров (1,570 футов) до 1,997 метра (6,552 футов) и получает воду от рек Гуадалопе и Турия.

## Флора и фауна
В регионе существует большое разнообразие растений и деревьев, включая тимьян, розмарин, лаванду, мяту, ромашку, черные трюфели, тополя, вязы, дубы, буки и чёрную сосну.
Фауна включает в себя пиренейского козла, муфлона, диких кошек, выдру, лесных куниц, лис, генет, ястребов-тетеревятников, беркутов, перепелятников, сов, стервятников, куропаток, перепелов, зайцев, кроликов, кабанов, форель, сомов.

## Современность
Расцвет туризма в последние годы положил конец экономическому спаду в регионе. Вливание финансирования со стороны Европейского Союза привело к развитию центров наследия и кооперативов, предоставляющих обучение практическим ремеслам.
В долинах преобладает сельское хозяйство, включая свиноводство, птицеводство, овцеводство и мелкое фермерство.
В 1995 году в Маэстраго режиссёр Кен Лоуч снял фильм о гражданской войне в Испании «Земля и свобода».
Жизнь региона и большая часть его истории ярко описана в книге Джейсона Вебстера 2009 года «Священная Сьерра — год на испанской горе».
Предпринимаются усилия по прекращению процесса сокращения численности населения путем привлечения иммигрантов из Южной Америки и Румынии. Этот процесс проходит успешно, помогая сохранить деревни.
В 2008 году палеонтологи обнаружили нетронутый экземпляр ранее неизвестного вида динозавров-зауроподов на участке вблизи Мореллы. Считается, что данный вид животных жил в раннем Меловом периоде, приблизительно 120 миллионов лет назад. Финансирование со стороны ветроэнергетических компаний и регионального правительства помогло раскопкам и будет поддерживать музей динозавров, который будет открыт в Морелле.